# توسعه ایرانی
توسعه ایرانی نام روزنامه‌ای متعلق به خبرگزاری ایلنا است.

## تاریخچه
این روزنامه نزدیک به علی ربیعی، وزیر پیشین کابینه حسن روحانی است و از تیرماه ۱۳۹۷ با گستره توزیع کشوری منتشر شده‌است.

### انتشار نامه محرمانه وزارت کشور
این روزنامه یکی از رسانه‌هایی است که در آذرماه ۱۴۰۲ و پس از روزنامه اعتماد، نامه خیلی محرمانه وزارت کشور دربارهٔ حجاب‌بان‌ها را منتشر کرد.
در تاریخ ۹ خرداد ۱۴۰۲ وزارت کشور در نامه‌ای «خیلی محرمانه» خطاب به برخی دستگاه‌ها از جمله سازمان اطلاعات فراجا، سازمان اطلاعات سپاه و وزارت اطلاعات از آن‌ها خواسته بود ضمن کنترل ورود افراد بی‌حجاب به مترو، از آن‌ها تصویربرداری کنند. این نامه در آذرماه همان‌سال از سوی روزنامه اعتماد منتشر شد. چند روز پیش از انتشار نامه، احمد وحیدی به‌عنوان وزیر کشور ضمن انکار صدور هر گونه مجوز برای فعالیت حجاب‌بان‌ها، آن‌ها را گروه‌های خودجوش مردمی معرفی کرده بود. انتشار این گزارش باعث اعلام جرم دادستانی تهران علیه روزنامه اعتماد به اتهام انتشار سند محرمانه شد، اما یک روز پس از آن روزنامه توسعه ایرانی نیز بخشنامه وزارت کشور را در مطلب «محرمانگی خودسرانه!» که تیتر یک این رسانه را به خود اختصاص می‌داد منتشر کرد. سند فوق در حالی با مهر «خیلی محرمانه» صادر شده بود که طبق ماده یازده قانون دسترسی آزاد به اطلاعات، انتشار مصوباتی که موجد حق یا تکلیف عمومی هستند الزامی‌است و این مصوبات قابل طبقه‌بندی به عنوان اسناد دولتی نیستند